# Lalli (Kambja)
Pour les articles homonymes, voir Lalli.
Lalli est un village de la commune de Kambja du comté de Tartu en Estonie.
Au 31 décembre 2011, il compte 140 habitants.